# Olle Johansson (nedador)
Olle Johansson   (Borås, 16 de setembre de 1927 - Göteborg, 9 d'agost de 1994) fou un nedador i waterpolista suec que va competir durant les dècades de 1940 i 1950.
El 1948 va prendre part en els Jocs Olímpics d'Estiu de Londres, on va disputar dues proves del programa de natació. Fou quart en els 4x200 metres lliures, mentre en els 100 metres lliures quedà eliminat en sèries. En aquests mateixos Jocs fou cinquè en la competició de waterpolo. Quatre anys més tard, als Jocs de Hèlsinki, tornà a disputar dues proves del programa de natació. Novament fou quart en els 4x200 metres lliures, mentre en els 100 metres lliures quedà eliminat en sèries.
En el seu palmarès destaquen dues medalles d'or en els 4x200 metres lliures al Campionat d'Europa de natació de 1947 i 1950 i dos campionats nacionals.